# Eparchia di Lungro

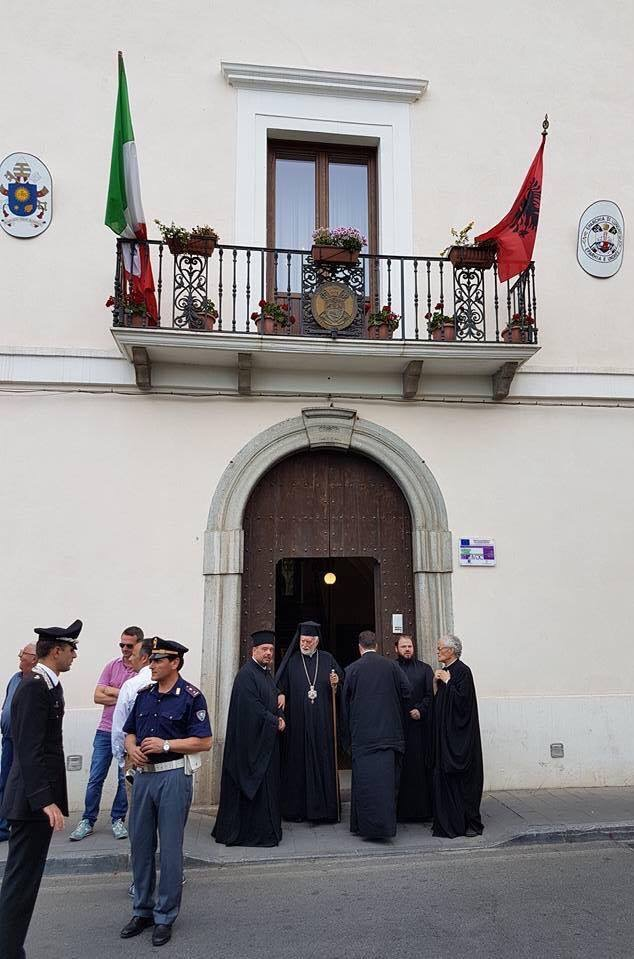
Entrata dell'Episcopio.

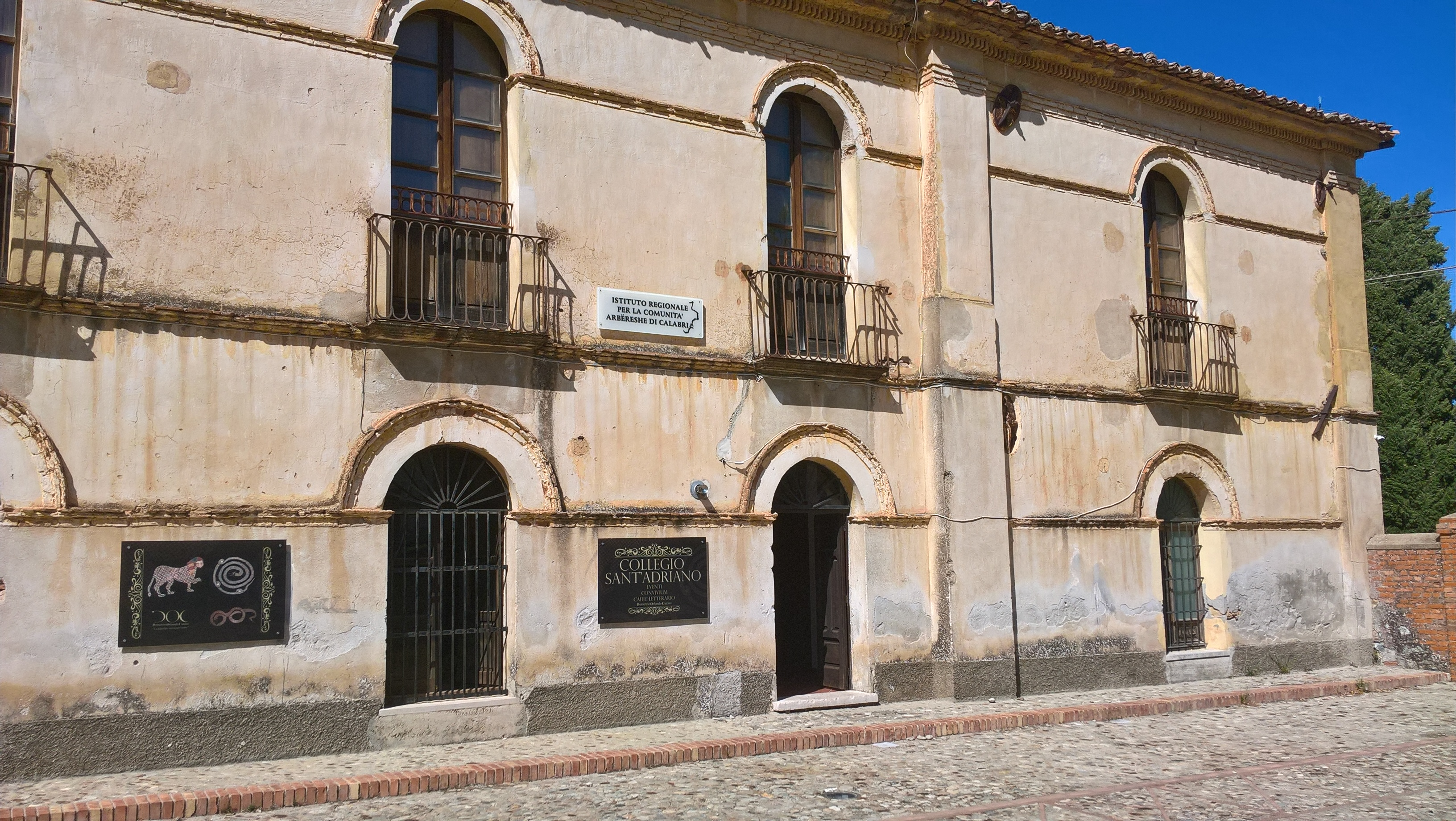
Il Collegio Sant'Adriano a San Demetrio Corone, succeduto al Collegio Corsini di San Benedetto Ullano (1732)

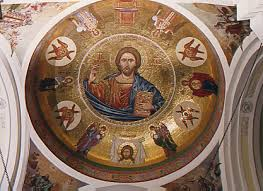
Cupola della cattedrale di Lungro, opera di J. Droboniku e L. Prifti (1994-1996)

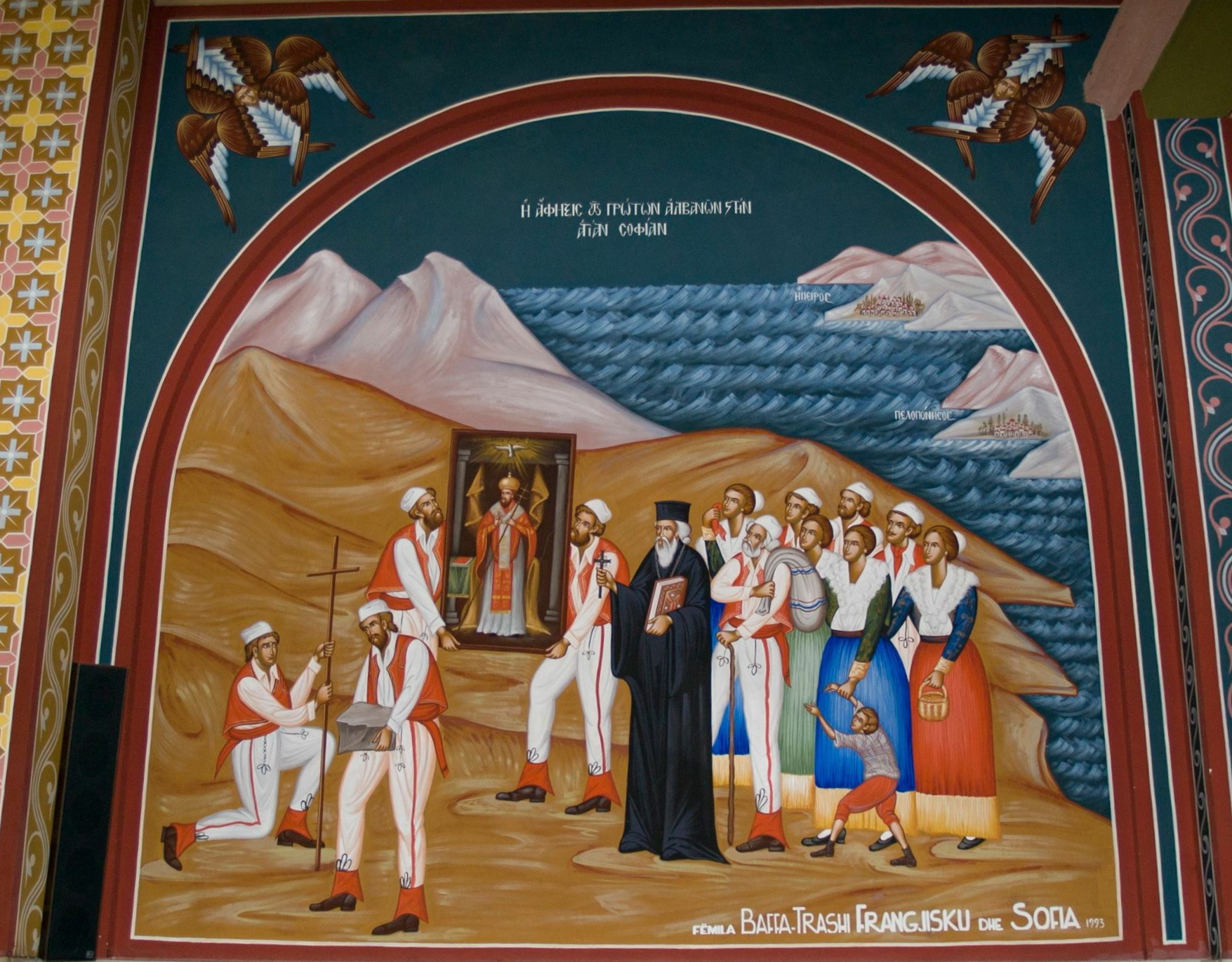
L'arrivo degli esuli dall'Albania, chiesa di Sant'Atanasio il Grande, Santa Sofia d'Epiro, opera di N. Giannacaci (1976)

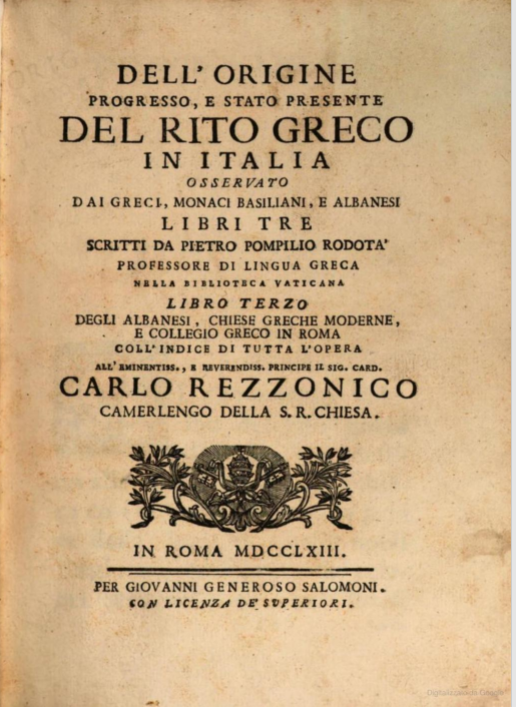
Pietro Pompilio Rodotà, Dell'origine progresso e stato presente del rito greco in Italia, Roma 1763.

L'eparchia di Lungro (in latino Eparchia Lungrensis) è una sede della Chiesa bizantina cattolica in Italia immediatamente soggetta alla Santa Sede e appartenente alla regione ecclesiastica Calabria. Nel 2023 contava 32.000 battezzati su 32.175 abitanti. È retta dall'eparca Donato Oliverio.

## Territorio
L'eparchia di Lungro degli albanesi dell'Italia continentale comprende le comunità italo-albanesi rimaste fedeli al tradizionale rito religioso bizantino-greco, sparse in 4 regioni dell’Italia continentale e 5 province (Cosenza, Potenza, Bari, Lecce, Pescara), per un totale di 26 comunità con 30 parrocchie:
- venticinque in comuni della provincia di Cosenza (Acquaformosa, Castroregio, Castrovillari, Civita, Corigliano Calabro, Cosenza[1], Falconara Albanese, Firmo, Frascineto, Lungro, Plataci, San Basile, San Benedetto Ullano, San Cosmo Albanese, San Demetrio Corone, San Giorgio Albanese, Santa Sofia d'Epiro, Vaccarizzo Albanese);
- due in comuni della provincia di Potenza (San Costantino Albanese, San Paolo Albanese);
- una in un comune della provincia di Pescara (Villa Badessa, frazione di Rosciano);
- una nel comune di Lecce (parrocchia di San Nicolò di Mira);
- una nel comune di Bari (parrocchia di San Giovanni Crisostomo).

Sede eparchiale è la città di Lungro, dove si trova la cattedrale di San Nicola di Mira.
Il territorio dell'eparchia più lontano da Lungro è Villa Badessa (PE). 
I comuni albanesi che praticano il rito bizantino sono perfettamente integrate in un rapporto interculturale con i vari contesti territoriali delle diocesi di rito latino.
Legate all'eparchia di Lungro, così come in generale alla Chiesa italo-albanese, sono le parrocchie ad personam dove recentemente è migrato un ingente numero di arbëreshë: in Italia, a Torino (chiesa di San Michele Arcangelo) e a Milano (chiesa di San Sepolcro, già precedentemente nella chiesa di San Maurizio al Monastero Maggiore); in Argentina, a Buenos Aires (parrocchia di San Jorge); in Brasile, a Rio de Janeiro (paróquia Italo-Albanesa Católica de Nossa Senhora Aparecida); negli Stati Uniti, a Las Vegas, Nevada (parrocchia di Our Lady of Wisdom Greek-Byzantine Catholic Church).
A Cosenza è attivo il seminario eparchiale italo-albanese, già seminario minore a San Basile. Il primo collegio per la formazione del clero albanese di rito greco-bizantino fu il collegio Corsini di San Benedetto Ullano (1732), poi succeduto dal Collegio italo-albanese Sant'Adriano a San Demetrio Corone, importante sede anche per gli studi storici-letterari degli albanesi (e non solo) di Calabria.
Rilevanti gli storici contatti culturali e religiosi con l'altro seminario eparchiale di Piana degli Albanesi. Per il liceo-ginnasio gli alunni sono accolti al seminario Benedetto XV di Grottaferrata e infine, per completare gli studi universitari, nel Pontificio collegio greco di Sant'Atanasio di Roma.
Nel territorio eparchiale sono presenti ordini religiosi di rito orientale: la congregazione delle piccole operaie dei Sacri Cuori, la congregazione delle suore basiliane figlie di Santa Macrina e i monaci basiliani di Grottaferrata.
La lingua maggiormente utilizzata nelle pratiche liturgiche è l'albanese, storicamente sempre in uso e resa formale e unificata per la Chiesa italo-albanese nel 1968, mentre l'altra lingua liturgica utilizzata è la koinè greca, così come nella pratica tradizionale delle Chiese orientali prima dell'adozione più recente delle lingue "nazionali".

## Storia
(Costituzione Apostolica “Catholici fideles”, con la quale il 13 febbraio 1919 Papa Benedetto XV istituiva l’Eparchia di Lungro per gli albanesi dell’Italia continentale.)
Con la prima diaspora albanese nel XV secolo, gli albanesi in Italia preservarono il proprio patrimonio etnico, linguistico, culturale e spirituale orientale. Le comunità albanesi, a causa della loro professione di fede, ebbero progressivamente conflitti e rapporti ostici con i latini, che diffidavano delle comunità albanofone. Nel primo periodo gli albanesi d'Italia, inoltre, dipendevano ancora dal Patriarcato di Ocrida e dal metropolita ortodosso. Successivamente al Concilio di Trento (1563), che determinò l'entrata delle comunità arbëreshe nelle giurisdizioni latine, i rapporti andarono inasprendosi, e non pochi furono i contrasti e le incomprensioni con i vescovi latini dell'epoca che cercarono di "latinizzare" in ogni modo la fede degli albanesi d'Italia. Di lì a poco avrebbero perso definitivamente il rito greco a favore di quello latino molte comunità albanesi.
Nel 1521, le bolle Accepimus nuper del 18 maggio e Cum Nuper del 4 luglio, papa Leone X emana che i fedeli italo-albanesi di "rito greco" possono continuare a seguire le proprie tradizioni; è fatto divieto ai vescovi "greci" di ordinare chierici latini. Rispetto per i riti, divieto di passare a proprio arbitrio ad un altro rito e di usurpare i beni ecclesiastici italo-albanesi.
Nel 1534 papa Paolo III con il breve Dudum del 23 dicembre conferma quanto già statuito e ribadisce l'obbligo per i vescovi latini di avere un vicario generale "greco".
Nel 1564 papa Pio IV con il breve Romanus Pontifex del 16 febbraio sottopone la popolazione albanese d'Italia e Sicilia - definite "greche" - alla giurisdizione del vescovo latino.
Nel 1576, con la bolla In Apostolicae Sedis specula del 13 gennaio, papa Gregorio XIII istituì il Collegio Greco in Roma per la formazione dei sacerdoti italo-albanesi di "rito greco".
Nel 1595 papa Clemente VIII con la bolla Prebrevis Instructio super aliquibus ritibus Graecorum emana 37 articoli e raccolta di altri documenti pontifici riguardanti il comportamento che i vescovi latini dovevano assumere nei confronti dei fedeli "greci" (italo-albanesi).
Nel XVIII secolo si poneva prepotentemente il problema della preparazione culturale, teologica e pastorale dei sacerdoti italo-albanesi, soggetti all'ordinario di rito latino.
Il 10 giugno 1732, con la bolla Superna Dispositione di papa Clemente XII, fu eretto il Collegio Corsini in San Benedetto Ullano per gli albanesi di rito greco di Calabria. Ciò rese possibile avere propri vescovi per la funzione di ordinare i sacerdoti di rito greco-bizantino per le comunità italo-albanesi, dando inoltre l'opportunità di formare un clero italo-albanese nel solco della propria tradizione orientale. Il 10 luglio 1735, infatti, viene istituito il vescovo ordinante per gli albanesi di rito bizantino della Calabria.
I provvedimenti sulla libertà di culto degli italo-albanesi furono confermati da papa Benedetto XIV con la bolla Etsi pastoralis del 26 maggio 1742.
Nel 1794 il seminario fu trasferito in San Demetrio Corone, assumendo il nome di Collegio Italo-Albanese Sant'Adriano.
Solo agli inizi del XIX secolo la Santa Sede rivolse una maggiore attenzione alla situazione dei fedeli albanesi di rito bizantino in Italia, da più di quattro secoli strettamente legati al rito degli orientali ortodossi, per le continue richieste da essi avanzate nella nomina di un vescovo proprio di rito greco in Calabria e in Sicilia con pieni poteri territoriali.
Nel 1867 papa Pio IX rinunciò alla preminenza del rito latino sugli altri riti e ciò diede inizio ad alcune aperture da parte della Santa Sede nell'ultimo terzo del XIX secolo.
In maniera più ponderante dal 1883 un significativo numero di giovani italo-albanesi di Sicilia, Calabria, della Basilicata, del Molise e d'Abruzzo, desiderosi di seguire la vita religiosa secondo i propri riti, sono ammessi al probandato del monastero basiliano di Grottaferrata, per il recupero e il ripristino della piena osservanza del rito bizantino nella badia, ormai ridotta a membri provenienti dalle diocesi di rito romano. Da quel momento i monaci italo-albanesi daranno un decisivo e notevole apporto alla crescita religiosa, culturale ed ecclesiastica del monastero basiliano di Grottaferrata e le istituzioni della badia daranno un significativo contribuito alla comunità arbëreshe.
Nel 1907 viene aperta a Buenos Aires la parrocchia San Giorgio Megalomartire (San Jorge de los Italo-Albaneses de Argentina) di rito bizantino, per i fedeli italo-albanesi in grande numero emigrati in Argentina.
L'eparchia di Lungro degli albanesi dell'Italia continentale è stata eretta il 13 febbraio 1919 con la bolla Catholici fideles di papa Benedetto XV. Il riconoscimento costituì il primo passo per una analoga soluzione per gli albanesi di Sicilia, che ebbero poco dopo, per varie cause realizzata più tardi, l'eparchia per i fedeli insulari. Esse segnarono per gli albanesi d'Italia una tappa importante per una ripresa oltre che rituale anche delle tradizioni albanesi.
Nel 1921 fu istituito da padre Nilo Borgia e madre Macrina Raparelli l'istituto religioso delle Suore basiliane figlie di Santa Macrina per l'apostolato presso le popolazioni albanesi d'Italia di rito bizantino e l'Oriente cristiano (Albania, Kosovo).
Nel 1932 viene fondato il monastero basiliano di San Basile.
Nel 1938 i monaci basiliani italo-albanesi ritornavano missionari, dopo secoli, in Albania, con l’apertura delle prime due case a Fier e ad Argirocastro.
Nel 1940 al monastero di Grottaferrata si tenne il 1º Sinodo intereparchiale della Chiesa Italo-Albanese; venne invitata a parteciparvi una delegazione della Chiesa ortodossa autocefala albanese, momento storico che costituisce un'anticipazione dello spirito ecumenico al quale è sempre stata votata la Chiesa cattolica italo-albanese.
Con la caduta del regime comunista, dal 1992 vengono ripresi i rapporti ufficiali con la Chiesa ortodossa e la Chiesa cattolica in Albania; viene restaurata con fondi provenienti dalle comunità italo-albanesi la chiesa greco-cattolica albanese di San Pietro in Elbasan, costruita dai monaci di Grottaferrata. Nei primi anni 2000 l'eparchia ha dato sostegno alla Chiesa cattolica in Kosovo colpita dalla guerra.
Nel 2004 venne tenuto al monastero di Grottaferrata il 2º Sinodo intereparchiale della Chiesa cattolica italo-albanese.
Il sacerdote e martire Josif Papamihali, formatosi presso l'eparchia, viene dichiarato beato a Scutari nel 2016. La suora madre Macrina Raparelli, fondatrice della Congregazione delle Suore Basiliane Figlie di Santa Macrina, viene dichiarata venerabile nel 2017.
Nel giugno 2023 il primo ministro dell'Albania fa visita ufficiale alla comunità italo-albanese dell'eparchia.

## Vescovi ordinanti per gli albanesi di Calabria
- Felice Samuele Rodotà † (17 settembre 1735 - 15 ottobre 1740 deceduto)[10]
- Nicolò De Marchis † (7 dicembre 1742 - 2 giugno 1757 deceduto)[11]
- Giacinto Archiopoli † (1757 - 1789)[12]
- Francesco Bugliari † (26 marzo 1792 - 17 agosto 1806 deceduto)[13]
- Domenico Bellusci † (18 settembre 1807 - 2 marzo 1833 deceduto)[14]
- Gabriele De Marchis † (23 giugno 1833 - 18 aprile 1858 deceduto)[15]
- Agostino Franco † (1858 - 1859)[16]
- Giuseppe Bugliari † (10 settembre 1875 - 1888 deceduto)[17]
- Giuseppe Schirò † (30 luglio 1889 - 29 novembre 1896)[18]
- Giovanni Barcia † (24 aprile 1902 - 2 dicembre 1912)[19]

Dal XIX secolo un nutrito gruppo di monaci e ieromonaci albanesi di Calabria rinvigorirono il rito orientale dell'Abbazia territoriale di Santa Maria di Grottaferrata, ormai in decadimento e disuso, con archimandriti per la comunità basiliana (O.S.B.I.):
- Teodoro Minisci, O.S.B.I. † (23 luglio 1960 - 18 gennaio 1972 dimesso)
- Emiliano Fabbricatore, O.S.B.I. † (31 gennaio 2000 - 4 novembre 2013 ritirato)

## Cronotassi degli eparchi
Si omettono i periodi di sede vacante non superiori ai 2 anni o non storicamente accertati.
- Giovanni Mele † (10 marzo 1919 - 10 febbraio 1979 deceduto)
- Giovanni Stamati † (20 febbraio 1979 - 7 giugno 1987 deceduto)
- Ercole Lupinacci † (30 novembre 1987 - 10 agosto 2010 ritirato)[20]
- Donato Oliverio, dal 12 maggio 2012

## Santi

### Patroni

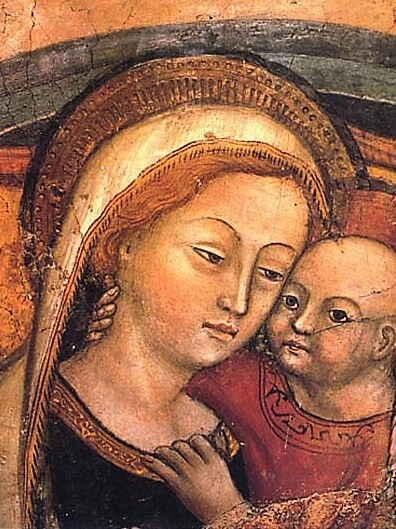
La Madonna del Buon Consiglio

- San Nicola di Mira, patrono della diocesi e titolare della chiesa cattedrale. La devozione alla Madonna del Buon Consiglio, patrona d'Albania, e dell'Odigitria, patrona degli esuli albanesi, sono diffusissime in tutto il territorio dell'eparchia[21].

### Venerabili, beati e santi dell'eparchia
- Beato Francesco Maria Greco (1857 - 1931), fondatore della congregazione delle suore "Piccole operaie dei Sacri Cuori" al servizio dei centri italo-albanesi di rito bizantino. Beatificato il 21 maggio 2016.
- Venerabile madre Macrina Raparelli (1893 - 1970), basiliana, cofondatrice con padre Nilo Borgia della congregazione delle Suore basiliane figlie di Santa Macrina[22].
- Beato papàs Josif Papamihali (1912 - 1948), martire della Chiesa greco-cattolica albanese legato all'eparchia[23][24].

## Statistiche
L'eparchia nel 2023 su una popolazione di 32.175 persone contava 32.000 battezzati, corrispondenti al 99,5% del totale.
| anno | popolazione | popolazione | popolazione | presbiteri | presbiteri | presbiteri | presbiteri                | diaconi | religiosi | religiosi | parrocchie |
| anno | battezzati  | totale      | %           | numero     | secolari   | regolari   | battezzati per presbitero | diaconi | uomini    | donne     | parrocchie |
| ---- | ----------- | ----------- | ----------- | ---------- | ---------- | ---------- | ------------------------- | ------- | --------- | --------- | ---------- |
| 1950 | 40.900      | 41.000      | 99,8        | 38         | 30         | 8          | 1.076                     |         | 4         | 34        | 24         |
| 1970 | 36.900      | 37.000      | 99,7        | 38         | 31         | 7          | 971                       |         | 8         | 43        | 24         |
| 1980 | 34.500      | 34.866      | 99,0        | 34         | 29         | 5          | 1.014                     |         | 6         | 55        | 26         |
| 1990 | 33.000      | 33.500      | 98,5        | 35         | 33         | 2          | 942                       | 1       | 3         | 40        | 27         |
| 1999 | 32.500      | 32.965      | 98,6        | 31         | 30         | 1          | 1.048                     | 1       | 1         | 35        | 27         |
| 2000 | 32.450      | 32.850      | 98,8        | 30         | 30         |            | 1.081                     | 1       |           | 35        | 27         |
| 2001 | 32.200      | 32.600      | 98,8        | 30         | 30         |            | 1.073                     | 1       |           | 35        | 27         |
| 2002 | 31.950      | 32.328      | 98,8        | 30         | 30         |            | 1.065                     | 1       |           | 34        | 27         |
| 2003 | 31.850      | 32.200      | 98,9        | 30         | 30         |            | 1.061                     | 1       |           | 33        | 27         |
| 2004 | 32.800      | 33.182      | 98,8        | 31         | 30         | 1          | 1.058                     | 1       | 1         | 33        | 29         |
| 2009 | 32.900      | 33.000      | 99,7        | 41         | 41         |            | 802                       | 1       |           | 28        | 29         |
| 2013 | 33.000      | 33.700      | 97,9        | 45         | 45         |            | 733                       | 1       |           | 32        | 29         |
| 2016 | 32.800      | 32.900      | 99,7        | 44         | 44         |            | 745                       |         |           | 32        | 29         |
| 2019 | 32.750      | 32.950      | 99,4        | 46         | 46         |            | 711                       |         |           | 31        | 30         |
| 2021 | 32.630      | 32.830      | 99,4        | 48         | 48         |            | 679                       |         |           | 31        | 30         |
| 2023 | 32.000      | 32.175      | 99,5        | 46         | 46         |            | 695                       |         |           | 18        | 30         |